# 青土社
株式会社青土社（せいどしゃ）は、日本の出版社。神話・言語・哲学・文学・宗教・文明論・科学思想・芸術などの人文諸科学の専門書の出版社として名高い。
清水康雄が1969年（昭和44年）に創業。詩と芸術について扱った雑誌『ユリイカ』、思想と哲学を扱った雑誌『現代思想』は、当該分野における一般向け雑誌として有名で、国内外を問わず著名な学者や研究者が、これらの雑誌に論文やエッセイ等を寄稿している。

## 主な書籍・雑誌

### 書籍
読売文学賞
中村稔『羽虫の飛ぶ風景』（第28回詩歌俳句賞・1976年）
会田綱雄『遺言』（第29回詩歌俳句賞・1977年）
奥本大三郎『虫の宇宙誌』（第33回随筆・紀行賞・1981年）
金関寿夫『現代芸術のエポック・エロイク――パリのガートルード・スタイン』（第43回随筆・紀行賞・1991年）
高橋順子『時の雨』（第48回詩歌俳句賞・1996年）
朝日賞
中村稔・『私の昭和史』にいたる、詩作や文学館活動による長年の業績（第75回・2004年度）
毎日出版文化賞
開沼博『「フクシマ」論――原子力ムラはなぜ生まれたのか』（第65回人文・社会部門・2011年）
藤井貞和『〈うた〉起源考』（第74回文学・芸術部門・2020年）
大佛次郎賞
多田富雄『免疫の意味論』（第20回・1993年）
土門拳賞
石川直樹『CORONA』（第30回・2010年）
サントリー学芸賞
小泉文夫『民族音楽研究ノート』（第2回芸術・文学部門・1980年）
松山巖『うわさの遠近法』（第5回社会・風俗部門・1993年）
野崎歓『ジャン・ルノワール 越境する映画』（第23回社会・風俗部門・2001年）
小谷野敦『聖母のいない国――The North American Novel』（第24回芸術・文学部門・2002年）
田中純『アビ・ヴァールブルク 記憶の迷宮』（第24回思想・歴史部門・2001年）
飯島洋一『現代建築・アウシュヴィッツ以後』（第25回芸術・文学部門・2002年）
マイク・モラスキー『戦後日本のジャズ文化』（第28回社会・風俗部門・2005年）
酒井隆史『通天閣――新・日本資本主義発展史』（第34回社会・風俗部門・2011年）
福島亮大『復興文化論』（第36回思想・歴史部門・2013年）
藤原辰史『分解の哲学――腐敗と発酵をめぐる思考』（第41回社会・風俗部門・2019年）
講談社エッセイ賞
鹿島茂『子供より古書が大事と思いたい』（第12回・1996年）
野崎歓『赤ちゃん教育』（第18回・2005年）
横尾忠則『言葉を離れる』（第28回・2015年）
芸術選奨文部大臣賞
若桑みどり『薔薇のイコノロジー』（第35回評論その他部門・1984年）
那珂太郎『空我山房日乗　其他』（第36回文学部門・1985年）
中村稔『中村稔詩集　1944-1986』（私家版、青土社制作、第38回文学部門・1987年）
蓮實重彦『凡庸な芸術家の肖像――マクシム・デュ・カン論』（第39回評論その他部門・1988年）
種村季弘『ビンゲンのヒルデガルトの世界』（第45回評論その他部門・1994年）
塚越敏『リルケとヴァレリー』（第46回評論その他部門・1994年）
富山太佳夫『シャーロック・ホームズの世紀末』(新人賞・第44回評論その他部門・1993年）
高見順賞
飯島耕一『ゴヤのファーストネームは』（第5回・1974年）
吉岡実『サフラン摘み』（第7回・1976年）
松浦寿輝『冬の本』（第18回・1987年）
川上未映子『水瓶』（第43回・2012年）
中原中也賞
宋敏鎬『ブルックリン』（第3回・1997年）
川上未映子『先端で、さすわ さされるわ そらええわ』（第21回・2008年）
三島由紀夫賞
堀江敏幸『おぱらばん』（第12回・1998年）
日本翻訳文化賞
高田勇訳、ピエール・ド・ロンサール『ロンサール詩集』（ピエール・ド・ロンサール、第23回・1985年
西村孝次訳『オスカー・ワイルド全集』（オスカー・ワイルド、第26回・1988-1989年）
中村朝子訳『パウル・ツェラン全詩集』（パウル・ツェラン、第29回・1992年）
吉本素子訳『ルネ・シャール全集』（ルネ・シャール、第57回・2020年）
日本翻訳出版文化賞
平井啓之、湯浅博雄、中地義和訳『ランボー全詩集』（第30回・1994年）
アーキタイプ・シンボル研究文庫、ベヴァリー・ムーン編著、橋本槙矩ほか訳『元型と象徴の事典』（第32回・1995年）
ウド・トゥウォルシュカほか著、種村季弘ほか訳『叢書 象徴のラビリンス』全9巻（第33回・1996年）
日本現代詩人賞
清岡卓行『初冬の中国で』（第3回・1984年）
原子朗『長編詩 石の賦』（第4回・1985年）
田村隆一『ハミングバード』（第11回・1992年）
中村稔『言葉について』（第35回・2016年）
毎日芸術賞
入沢康夫『入澤康夫〈詩〉集成』上下（第39回・1996年）
中村稔『私の昭和史』（第46回文学I部門（小説・評論など）・2004年）
現代詩花椿賞
谷川俊太郎『よしなしうた』（第3回・1985年）
野間文芸賞
吉田健一『ヨオロッパの世紀末』（新潮社、『ユリイカ』連載、第23回・1970年）
井上靖文化賞
中村稔（第12回・詩人としての長年にわたる活動。また、日本近代文学館理事長として館の運営に尽力、さらに弁護士として知的財産権の確立にも大きく貢献した）
谷崎潤一郎賞
多和田葉子『容疑者の夜行列車』（第39回・2012年）
伊藤整文学賞
多和田葉子『容疑者の夜行列車』（第14回・2002年）
小野十三郎賞
宋敏鎬『真心を差し出されてその包装を開いてゆく処』（第14回・2011年）
藤村記念歴程賞
渋沢孝輔『われアルカディアにもあり』（第12回・1974年）
安藤次男『安藤次男著作集』（第14回・1976年）
高橋新吉『高橋新吉全集』（第23回・1985年）
毎日書評賞
富山太佳夫『書物の未来へ』（第3回・2003年）
吉田秀和賞
秋山邦晴『エリック・サティ覚え書』（第1回・1990年）
末永照和『評伝ジャン・デュビュッフェ――アール・ブリュットの探求者』（第23回・2012年）
丸善雄松堂ゲスナー賞
クリストファー・デ・ハーメ、加藤磨珠枝＋松田和也『世界で最も美しい12の写本』（本の部銀賞、第８回・2019年）
他
岸田秀 『ものぐさ精神分析』 1977年
養老孟司 『唯脳論』 1989年 ISBN 978-4791750368
デーヴスキナー&ヘンリーパーカー『遅刻男スティーヴ 101の言いわけ』2012年
フレデリック・ペータース、原正人訳『青い薬』2013年
石川直樹『髪』2014年
谷郁夫＋小野啓『恋人募集中』2016年
山端閑『ひじきとつるり』2016年
咲セリ『息を吸うたび、希望を吐くように　猫がつないだ命の物語』2020年
ジェームズ・フィッツロイ『ガメ・オベールの日本語練習帳』 2021年

### 雑誌
- 『ユリイカ』（1969年 - ）

主として詩と芸術を扱う。21世紀に入ると漫画家・ミュージシャン・アニメーションなど、サブカル色が強いテーマも扱っている。不定期で臨時増刊号を年数冊発刊している。
- 『現代思想』（1973年 - ）

主として思想と哲学を扱う。『ユリイカ』と同様、臨時増刊号を不定期で年数冊発刊している。
- 『imago』（1990年 - 1996年）

精神医学的な視点で、文学、サブカルチャーなどを扱った。藤田博史、香山リカ、村崎百郎、斎藤環などが執筆した。